# Dimetilfosfito de hidrogênio
Dimetilfosfito de hidrogênio é uma substância utilizada como precursor químico de compostos organofosforados. É um precursor chave na química orgânica militar.